# Севірова
Севірова (рум. Sevirova) — село у Флорештському районі Молдови. Адміністративний центр однойменної комуни, до складу якої також входить село Івановка.

## Населення
За даними перепису населення 2004 року у селі проживали 798 осіб.
Національний склад населення села:
| Національність | Кількість осіб | Відсоток |
| -------------- | -------------- | -------- |
| молдавани      | 765            | 95,9%    |
| українці       | 23             | 2,9%     |
| росіяни        | 10             | 1,3%     |
| Всього         | 798            | 100%     |